# Chaetodipus baileyi
Chaetodipus baileyi — вид гризунів підродини Perognathinae родини Heteromyidae. Він зустрічається в Нижній Каліфорнії, Сіналоа та Сонора в Мексиці та в Каліфорнії, Аризоні та Нью-Мексико в Сполучених Штатах.

## Морфологічна характеристика
Chaetodipus baileyi має довжину від 176 до 240 мм, самці більші за самиць. Самці в середньому 28,2 г, а самиці – 24,5 г.

## Екологія
Chaetodipus baileyi живе в норі і веде нічний спосіб життя. Коли виходить на відкриту місцевість у пошуках їжі, то він обережний, залишаючись якомога далі під укриттям або в тіні рослин. Коли ризик хижацтва сов високий, вони намагаються уникати перетину відкритого ґрунту між чагарниками, особливо в місячні ночі. Chaetodipus baileyi харчуються насінням, яке вони носять у хутряних мішечках на зовнішній стороні щік, повертаючи їх у свою нору для зберігання; таке розташування є вигідним для миші, оскільки воно запобігає намокання насіння, як це сталося б, якби їх носити в роті. Це — єдина відома тварина, здатна перетравлювати віск, що міститься в горіхах жожоба, і єдиний гризун із пустелі Сонора, який здатний їсти насіння, оскільки воно отруйне для більшості інших ссавців.